# Theodor Iordăchescu

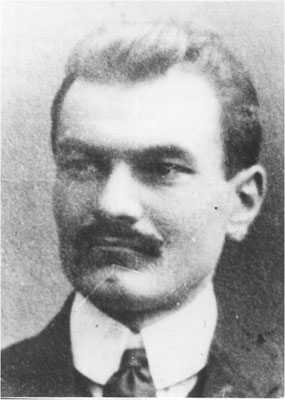
Theodor Iordăchescu

Theodor Iordăchescu (* 1. August 1884 in Galați; † 31. Juli 1958 in Bukarest) war ein rumänischer Politiker der Rumänischen Arbeiterpartei PMR (Partidul Muncitoresc Român), der unter anderem zwischen 1947 und 1949 Minister für öffentliche Arbeiten war.

## Leben
Iordăchescu besuchte ein Gymnasium und trat 1904 in die Arbeiterbewegung ein und engagierte sich als aktives Mitglied in der Gewerkschaft in seiner Geburtsstadt Galați. In der Folgezeit war er als Herausgeber, Journalist und Chefredakteur der Zeitungen România Muncitoare, Lupta und Socialismul tätig und engagierte sich zugleich zwischen 1908 und 1916 als Mitglied der Sozialistischen Jugend (Tineretului Socialist). Aufgrund seiner politischen Tätigkeit befand er sich vom 13. Dezember 1918 bis 1920 in Haft und war danach wieder als Journalist tätig. 1946 trat er der Sozialdemokratischen Partei PSDR (Partidului Social-Democrat Român) bei und wurde deren Generalsekretär. In dieser Funktion nahm er aktiv an der Gründung der Vereinigten Arbeiterfront (Frontului Unic Muncitoresc)teil, die die PSDR am 1. Mai 1946 zusammen mit der damaligen Rumänischen Kommunistischen Partei PCdR (Partidul Comunist din România) bildete. Am 7. Januar 1946 wurde er Mitglied des Verwaltungsrates des Öffentlichen Betriebes Editura de Stat. Er fungierte vom 20. September bis zum 30. Dezember 1947 als Unterstaatssekretär für Verwaltungsangelegenheiten im Innenministerium.
Am 8. November 1947 wurde Iordăchescu Minister für öffentliche Arbeiten (Ministrul lucrărilor publice) und bekleidete diesen Posten bis zum 24. September 1949. Nach dem Zusammenschluss von PSDR und PCdR zur Rumänischen Arbeiterpartei PMR (Partidul Muncitoresc Român) im Februar 1948 trat er der PMR bei. Iordăchescu wurde daraufhin auf dem Gründungsparteitag, dem Sechsten Parteitag der PMR (21. bis 23. Februar 1948), zum Mitglied des ZK der PMR gewählt und gehörte diesem bis zu seinem Tode am 31. Juli 1958 an. Zugleich wurde er Mitglied des Politbüros des ZK und gehörte diesem Gremium bis zum 27. Mai 1952 an. 1948 wurde er erstmals Mitglied der Großen Nationalversammlung (Marea Adunare Națională) und gehörte dieser bis zu seinem Tode 1958 an. Er fungierte ferner von 1949 bis 1951 als Mitglied des Verwaltungsrates der Hochschule des ZK für Marxismus-Leninismus und war zudem zwischen 1950 und 1952 Mitglied des Volksrates von Bukarest. Am 4. Oktober 1955 wurde er Präsident des Außenpolitischen Ausschusses der Großen Nationalversammlung.
Für seine Verdienste wurde Iordăchescu mehrmals ausgezeichnet und erhielt unter anderem 1948 den Stern der Volksrepublik Rumänien Zweiter Klasse (Ordinul Steaua Republicii Populare Române), 1949 den Orden der Arbeit Zweiter Klasse (Ordinul Muncii) sowie den Orden zur Verteidigung des Vaterlandes (Ordinul Apărarea Patriei).